# Rasim Aliyev
Rasim Aliyev (en azerí: Əliyev Rasim Məmmədəli oğlu; 16 de agosto de 1984 – 9 de agosto de 2015) fue un periodista y activista de derechos humanos azerbaiyano. Rasim fue miembro del Instituto para Libertad de los Reporteros y Seguridad (IRFS). Después de un partido de fútbol en Chipre, Aliyev criticó al jugador nacional Javid Huseynov por ser «inmoral». Rasim Aliyev fue golpeado entonces por aquellos leales a Huseynov y falleció en el hospital a los 30 años de edad.

## Vida
Rasim Aliyev nació el 16 de agosto de 1984. Se había graduado en la Azerbaijan State Oil Academy 

Comenzó a trabajar para el Instituto para Libertad de los Reporteros y Seguridad (IRFS, por sus siglas en inglés) desde 2007, haciéndose su presidente en el octubre de 2014. En los primeros años de su carrera en el IRFS, Aliyev fue investigador de derechos humanos y supervisó los tribunales locales de Azerbaiyán. Aliyev se sometió a la presión creciente de los opositores al IRFS y en 2013 fue golpeado. El incidente fue fotografiado y su fotografía fue muy conocida.
Trabajó para el canal de televisión del IRFS Objective TV como redactor en 2010. Objective TV fue una fuente de noticias en línea independiente que con regularidad reporteaba sobre derechos humanos. Objective TV fue cerrado enérgicamente en agosto de 2014 por las autoridades de la ley azerbaiyanas. En julio de 2015, Aliyev publicó fotografías de la brutalidad policíaca. Recibió numerosas amenazas de muerte y chantaje. Aliyev apeló a la aplicación de la ley para la protección, pero nunca le fue concedida.

## Muerte
Después de un partido de fútbol jugado en Chipre entre el equipo de Gabala FK y el equipo chipriota Apollon Limassol, Rasim Aliyev criticó a Javid Huseynov, jugador nacional de Azerbaiyán, por agitar una bandera turca ante los simpatizantes chipriotas. En su página de Facebook, Aliyev exigió que se prohibiera que Huseynov jugara al fútbol. Él también llamó a Huseynov «inmoral y mal educado» por hacer ese gesto.
En Bakú, Aliyev recibió una llamada telefónica de un hombre que afirmaba ser pariente de Huseynov, quien expresó su enojo hacia Aliyev por sus críticas al futbolista. Más tarde, Aliyev aceptó encontrarse con él en un gesto de reconciliación, pero al llegar al lugar de encuentro, seis hombres lo sujetaron a la fuerza, lo patearon y lo golpearon durante unos 40 segundos, para finalmente robarle. Aliyev fue trasladado al hospital donde le diagnosticaron cuatro costillas rotas y daños en el oído, pero sin lesiones internas; incluso logró conceder una entrevista a los medios de comunicación. Su condición empeoró durante la noche y su bazo debió ser removido quirúrgicamente. Falleció el 9 de agosto de 2015, un día después del ataque, por hemorragia interna.
Planeaba casarse.

## Condena internacional
La muerte de Rasim Aliyev provocó la condena mundial de numerosas organizaciones internacionales, incluidas la Federación Europea de Periodistas y la Federación Internacional de Periodistas, Asociación Internacional de Clubes de Prensa, Instituto para la Libertad de los Reporteros y Seguridad, la organización Sports for Rights, e Index of Censorship. El director general de la UNESCO, Irina Bokova, condenó el ataque y exigió una investigación cuidadosa sobre su muerte.
El representante de la OSCE Dunja Mijatovi condenó el ataque en una carta al presidente  de Azerbaiyán, Ilham Aliyev: «la reciente muerte trágica de Aliyev Rasim es el último recordatorio a todos nosotros que el círculo vicioso tiene que estar roto y algo se tiene que hacer».
Natalia Nozadze, un representante de Amnistía Internacional, ha pedido a Ilham Aliyev y el gobierno azerbaiyano a «asegurar que una investigación realmente cuidadosa, independiente e imparcial es inmediatamente emprendida en la muerte de Aliyev Rasim. La libertad de la expresión en Azerbaiyán está ya en el apoyo de vida. Las autoridades tienen que actuar ahora y con eficacia para proteger a los periodistas en peligro si esa libertad no se va a extinguir».